# MRPS9
MRPS9‏ (Mitochondrial ribosomal protein S9) هوَ بروتين يُشَفر بواسطة جين MRPS9 في الإنسان.

## الوظيفة
تُشفَّر بروتينات الريبوسومات الميتوكوندريا الثديية بواسطة الجينات النووية، وتُساعد في تخليق البروتين داخل الميتوكوندريا. تتكون ريبوسومات الميتوكوندريا (الميتوكرونيدات) من وحدة فرعية صغيرة 28S ووحدة فرعية كبيرة 39S. تُقدَّر نسبة البروتين إلى الرنا الريبوسومي في تركيبها بنسبة 75% مقارنةً بريبوسومات بدائيات النواة، حيث تكون هذه النسبة معكوسة. ومن الفروقات الأخرى بين الميتوكوندريا الثديية والريبوسومات بدائية النواة احتواء الأخيرة على الرنا الريبوسومي 5S. تختلف البروتينات المكونة للميتوكرونيدات اختلافًا كبيرًا بين الأنواع المختلفة في التسلسل، وأحيانًا في الخصائص الكيميائية الحيوية، مما يُعيق سهولة التعرف عليها من خلال تشابه التسلسل. يُشفِّر هذا الجين بروتين الوحدة الفرعية 28S.